# Condrusok
Condrusok, ókori germán törzs Gallia északi részén (Gallia Belgica), a Meuse jobb partján. Nevük fennmaradt a mai Belgium Condroz vidékének nevében. Iulius Caesar „De bello Gallico" című munkájában többször is említi őket.